# Тест на истирание
Тест на истирание — стандартная методика для определения уровня износостойкости материала. Применяется по отношению к одежным и мебельным, тканым и трикотажным тканям, напольным покрытиям, мебельным материалам.
Существует несколько разных видов тестов на истирание:
- Тест Мартиндэйла (англ. Martindale Test);
- Тест Визенбека (англ. Wyzenbeck Test);
- Тест Столла.
- Тест Табера.

Механизм проведения тестов таков:
- Кусок испытуемой ткани закрепляется на специальном держателе;
- Диск с абразивом начинает тереть ткань круговыми движениями с определённым усилием. Одно круговое движение соответствует одному циклу;
- Испытания на гладких тканях проводят до появления трёх (в некоторых источниках — двух) рваных нитей, для трикотажа — одной нити, на ворсовых — до появления видимых изменений на ткани.

Тест Мартиндейла использует шерсть или наждачную бумагу, натирая ими ткань с определённым давлением. В зависимости от прочности ткани, это интенсивное трение может продолжаться без остановки от нескольких часов до нескольких дней.
Данный тест популярен в Австралии и Европе. Для теста Мартиндейла испытываемая ткань монтируется на специальном держателе, и её начинают тереть отрезом простой шерстяной материи. При выполнении теста Мартиндейла движения для создания трения совершаются по восьмерке. Таким образом, испытуемый образец подвергается трению во всех направлениях, а не только по основе или утку.
Минимальный показатель износоустойчивости ткани в России в настоящее время не нормируется. Мебельная ткань в соответствии с ГОСТ 24220-80 в зависимости от поверхностной плотности должна иметь минимальные показатели износостойкости от 3000 до 9500 циклов.
Тест Визенбека более распространён в Северной Америке для тестирования мебельных тканей и для установления стандартов/областей их применения. Для него в качестве трущего материала (абразива) используется хлопковое сукно.
Тест Столла используется для определения внешних изменений ворсовых мебельных тканей (например, бархатный вельветин, рубчатый вельвет, трикотажный велюр, трикотажные ворсовые ткани и флоки). Этот тест применим только к тканям, у которых ворс длинный и тканый, при этом ворсовая поверхность должна быть достаточно большой.
Для проведения испытаний образец помещают на резиновую поверхность вращаемого стола ворсом вверх. Абразивная головка вращательными движениями подвергает ткань трению. Устойчивость к истиранию определяется в соответствии с определёнными критериями изменения внешнего вида ткани.
Тест Табера является стандартным методом определения устойчивости к истиранию напольных покрытий (паркета, ламината, керамической плитки и пр.). Плоский образец устанавливается на поворотную платформу, которая вращается вокруг своей оси. При вращении платформы образец контактирует с двумя абразивными дисками и истирается, частицы износа во время испытания отводятся с поверхности образца системой пылеудаления. Получающиеся в результате истирания следы из пересекающихся линий формируют на образце рисунок в виде широкого кольца площадью 30 см2